# Vlajka Commonwealthu

Vlajka Commonwealthu
Poměr stran: 3:5

Vlajka Commonwealthu (1976-2013)
Poměr stran: 1:2

Vlajka Commonwealthu, volného sdružení Spojeného království Velké Británie a Severního Irska a jeho bývalých dominií a kolonií, je tvořena modrým listem a zlatým znakem Commonwealthu. Paprsky (34), které obklopují glóbus, tvoří písmeno C jako Commonwealth. Poměr stran vlajky je 3:5 a 1:2, užívá se dle poměru stran vlajky země, kde je vyvěšena.
Vlajka vznikla z vlaječek na auto vytvořených pro první setkání předsedů vlád Commonwealthu v roce 1973 v Ottawě. Design vytvořili dva Kanaďané – generální tajemník Commonwealthu Arnold Smith a předseda vlády Pierre Trudeau. Jiný zdroj hovoří o vzniku designu již v roce 1972 firmou Gemini News Service v Londýně.
Vlajka byla oficiálně přijata 26. března 1976 (64 paprsků), poté však byla v roce 2013 upravena.

## Změna z roku 2013
V roce 2013 byl design vlajky změněn. Glóbus byl nakloněn a počet paprsků snížen z 64 na 34. Původní počet neměl žádný zvláštní význam. Commonwealth nikdy neměl 64 členů. Dnes 2015 má společenství 53 členů.[zdroj?]